# Västerkyrkan, Lund
Västerkyrkan är en kyrka i Lund, ansluten till Equmeniakyrkan. Kyrkan ligger centralt i Lund omkring femhundra meter nordväst om Lunds centralstation. 

## Kyrkobyggnaden
Kyrkan uppfördes åren 1964-1965. Ansvarig arkitekt var Carl Nyrén. Medarbetare var arkitekt SAR Tor Dal och inredningsarkitekt SIR Gunnar Croon. Konstruktör var Hans Hansson och byggherre Skånska Cement.